# 奥秘
《奥秘》，或称奥秘月刊，奥秘画报，是一个以科普知识为主要内容，以连环画形式表现的月刊。
主要栏目有世界之迷、自然之迷、科普园地、探索者、长城长、天南地北、奇异现象传真、失落的文明、奇闻录、金苹果、走近生命、共同家园、探险之旅、读者点评。